# Homalothecium californicum
Homalothecium californicum là một loài rêu trong họ Brachytheciaceae. Loài này được Hedenäs, Huttunen, Shevock & D.H. Norris mô tả khoa học đầu tiên năm 2009.